# Блохин, Фёдор Тимофеевич
Фёдор Тимофеевич Блохин (29 октября (11 ноября) 1903 — 30 июля 1974) — Герой Советского Союза, в годы Великой Отечественной войны командовал сапёрным взводом 875-го стрелкового полка 158-й стрелковой дивизии 39-й армии 3-го Белорусского фронта, старший сержант.

## Биография
Родился 11 ноября (29 октября по старому стилю) 1903 года в деревне Романовка Российской империи, ныне Пильнинского района Нижегородской области, в крестьянской семье. Русский.
В 1914 году окончил два класса Каменской школы, но продолжать учёбу дальше не имел возможности и пошёл работать. Заведовал продовольственным отделом райпищеторга, работал на строительстве дороги Горький—Казань.
В Красную Армию был призван в марте 1943 года, и в том же месяце направлен на фронт. Член ВКП(б)/КПСС с 1944 года.
Во время боя 26 июня 1944 года, в ходе Витебско-Оршанской операции, во главе группы бойцов сапёрного взвода старший сержант Блохин ворвался на мост через реку Западная Двина, и за две минуты до взрыва перерезал бикфордов шнур, обезвредил мину и уничтожил охрану. Благодаря действиям старшего сержанта Блохина мост был спасён, что создало благоприятные условия советским войскам для дальнейшего успешного наступления и освобождения областного центра Белоруссии города Витебска.
В 1945 году Ф. Т. Блохин был демобилизован. Вернулся в родные места, жил в Горьковской области. В 1950 году заочно окончил среднюю школу. Работал заведующим плановым отделом, заместителем председателя Исполнительного комитета Пильнинского районного Совета депутатов трудящихся. С 1965 года находился на пенсии.
Умер 30 июля 1974 года. Похоронен в Нижнем Новгороде на Бугровском кладбище.

## Награды и звания
- Указом Президиума Верховного Совета СССР от 24 марта 1945 года за образцовое выполнение боевых заданий командования на фронте борьбы с немецко-фашистскими захватчиками и проявленные при этом мужество и героизм старшему сержанту Блохину Фёдору Тимофеевичу присвоено звание Героя Советского Союза с вручением ордена Ленина и медали «Золотая Звезда» (№ 5537).
- Награждён орденами Ленина и Красного Знамени, а также медалями.
- Почётный гражданин Витебска (1964).

## Память
- Спасённый в Витебске мост с 1974 года носит имя Героя[3][4][5] (до 1973 года мост именовался Новый):
- В 1959 году на мосту Блохину установлена мемориальная доска с надписью:

«Этот мост 26 июня 1944 года в жестокой схватке с фашистскими оккупантами был спасен от взрыва группой бойцов Героя Советского Союза Ф. Т. Блохина».

- Позже вместо устаревшей доски была установлена новая с горельефом Ф. Т. Блохина.
- В Витебске в честь Ф. Т. Блохина названа одна из улиц.
- В Белорусском государственном музее истории Великой Отечественной войны хранятся материалы, посвящённые Ф. Т. Блохину (Фотография Фёдора Тимофеевича экспонируется в зале №8 «Освобождение Беларуси» музея и в мобильной экспозиции «Освобождение Беларуси. Сентябрь 1943 г. – июль 1944 г.». В фондах музея хранятся копия наградного листа, два письма Фёдора Тимофеевича музею, его фотография, картина художника Барановского Ф.М. «Подвиг Героя Советского Союза Блохина Ф.Т.», 1962)[6].
- Имя Героя присвоено ГУО "Средняя школа № 2 г. Витебска"[7]. Одна из экспозиций в школьном музее посвящена Ф. Т. Блохину.

#### Литературно-художественные произведения
- Два процента // С. П. Алексеев. Сто рассказов о войне. 2-е изд., доп. М., «Молодая гвардия», 1984. стр.168-169 (рассказ)